# 358P/PANSTARRS
358P/PANSTARRS, precedentemente designata P/2012 T1 (PANSTARRS), è una cometa periodica appartenente alla famiglia delle comete della fascia principale. La cometa è stata scoperta il 6 ottobre 2012, ma già alla data dell'annuncio della sua scoperta erano state trovate immagini di prescoperta risalenti al 28 luglio 2011.